# Przykłady przestrzeni liniowych
Ten artykuł zawiera pewne przykłady przestrzeni liniowych. W artykule „przestrzeń liniowa” znajdują się definicje używanych tutaj pojęć. Zobacz też: wymiar, baza.
Notacja. {\displaystyle K} będzie oznaczać dowolne ciało takie jak liczby rzeczywiste {\displaystyle \mathbb {R} } lub liczby zespolone {\displaystyle \mathbb {C} .} Zobacz też: lista symboli matematycznych.

## Trywialna lub zerowa przestrzeń liniowa
Najprostszy przykład przestrzeni liniowej jest trywialny: {\displaystyle \{\mathbf {0} \}.} Zawiera ona tylko wektor zerowy (zob. 3. aksjomat przestrzeni liniowej). Dodawanie wektorów i mnożenie przez skalar są trywialne. Bazą tej przestrzeni liniowej jest zbiór pusty, tak więc {\displaystyle \{\mathbf {0} \}} jest 0-wymiarową przestrzenią liniową nad {\displaystyle K.} Każda przestrzeń liniowa nad {\displaystyle K} zawiera podprzestrzeń z nią izomorficzną.

## Ciało
Kolejnym prostym przykładem jest samo ciało {\displaystyle K.} Dodawanie wektorów jest po prostu dodawaniem w ciele, a mnożenie przez skalar – mnożeniem z ciała. Jedynka {\displaystyle K} służy jako baza, tak więc {\displaystyle K} jest 1-wymiarową przestrzenią liniową nad sobą.
Ciało jest raczej szczególną przestrzenią liniową; rzeczywiście jest najprostszym przykładem algebry przemiennej nad {\displaystyle K.} Dodatkowo {\displaystyle K} ma tylko dwie podprzestrzenie: {\displaystyle \{\mathbf {0} \}} oraz samo {\displaystyle K.}

## Przestrzeń współrzędnych
Jest to prawdopodobnie najistotniejszy przykład przestrzeni liniowej. Dla dowolnej dodatniej liczby całkowitej {\displaystyle n,} przestrzeń wszystkich ciągów {\displaystyle n}-elementowych o wartościach z {\displaystyle K} stanowi {\displaystyle n}-wymiarową przestrzeń liniową nad {\displaystyle K} nazywaną czasami przestrzenią współrzędnych i oznaczaną {\displaystyle K^{n}.} Element {\displaystyle K^{n}} zapisuje się
{\displaystyle \mathbf {x} =(x_{1},x_{2},\dots ,x_{n}),}
gdzie każdy {\displaystyle x_{i}\in K.} Działania na {\displaystyle K^{n}} zdefiniowane są wzorami:
{\displaystyle \mathbf {x} +\mathbf {y} =(x_{1}+y_{1},x_{2}+y_{2},\dots ,x_{n}+y_{n}),}
{\displaystyle \alpha \mathbf {x} =(\alpha x_{1},\alpha x_{2},\dots ,\alpha x_{n}),}
{\displaystyle \mathbf {0} =(0,0,\dots ,0),}
{\displaystyle \mathbf {-x} =(-x_{1},-x_{2},\dots ,-x_{n}).}
Najczęstsze przypadki obejmują za ciało {\displaystyle K} liczby rzeczywiste dając w ten sposób przestrzeń współrzędnych rzeczywistych {\displaystyle \mathbb {R} ^{n}} lub liczby zespolone dając przestrzeń współrzędnych zespolonych {\displaystyle \mathbb {C} ^{n}.}
Kwaterniony i oktawy Cayleya (oktoniony) są odpowiednio cztero- i ośmiowymiarowymi przestrzeniami liniowymi nad liczbami rzeczywistymi.
Przestrzeń liniowa {\displaystyle K^{n}} ma bazę kanoniczną:
{\displaystyle \mathbf {e} _{1}=(1,0,\dots ,0),}
{\displaystyle \mathbf {e} _{2}=(0,1,\dots ,0),}
{\displaystyle \vdots }
{\displaystyle \mathbf {e} _{n}=(0,0,\dots ,1),}
gdzie {\displaystyle 1} oznacza element neutralny mnożenia w {\displaystyle K.}

## Nieskończona przestrzeń współrzędnych
Niech {\displaystyle K^{\infty }} oznacza przestrzeń ciągów nieskończonych elementów z {\displaystyle K} takich, że tylko skończenie wiele elementów jest różnych od zera. Oznacza to, że jeśli zapiszemy element {\displaystyle K^{\infty }} jako
{\displaystyle \mathbf {x} =(x_{1},x_{2},x_{3},\dots ),}
to tylko skończenie wiele {\displaystyle x_{i}} jest niezerowych (czyli od pewnego momentu wszystkie współrzędne są zerem). Dodawanie i mnożenie przez skalar dane są tak jak w skończonej przestrzeni współrzędnych. Wymiar {\displaystyle K^{\infty }} jest przeliczalnie nieskończony. Baza kanoniczna składa się z wektorów {\displaystyle \mathbf {e} _{i}} zawierających {\displaystyle 1} na {\displaystyle i}-tej współrzędnej i zera wszędzie indziej. Ta przestrzeń liniowa jest koproduktem (lub sumą prostą) przeliczalnie wielu egzemplarzy przestrzeni liniowej {\displaystyle K.}
Należy zauważyć tutaj rolę warunku skończoności. Można by rozważać dowolne ciągi elementów z {\displaystyle K,} które również tworzą przestrzeń liniową z takimi samym działaniami, często oznaczaną {\displaystyle K^{\mathbb {N} }} – zob. niżej. Jednakże wymiar takiej przestrzeni jest nieprzeliczalnie nieskończony i nie ma oczywistego wyboru bazy. Ponieważ wymiary się różnią, {\displaystyle K^{\mathbb {N} }} nie jest izomorficzna z {\displaystyle K^{\infty };} w zamian jest to produkt przeliczalnie wielu egzemplarzy {\displaystyle K.}
Warto zauważyć, że {\displaystyle K^{\infty }} jest (izomorficzna z) przestrzenią sprzężoną {\displaystyle K^{\infty },} ponieważ przekształcenie liniowe {\displaystyle T} z {\displaystyle K^{\infty }} w {\displaystyle K} jest jednoznacznie określone przez jego wartości {\displaystyle T(\mathbf {e} _{i})} na elementach bazy {\displaystyle K^{\infty },} a te wartości mogą być dowolnie wybrane. Stąd widać, że przestrzeń liniowa nie musi być izomorficzna do swojej przestrzeni sprzężonej, jeśli jest ona nieskończeniewymiarowa, w przeciwieństwie do przypadku skończeniewymiarowego.

## Iloczyn przestrzeni liniowych
Rozpoczynając od {\displaystyle n} lub przeliczalnej rodziny przestrzeni liniowych nad tym samym ciałem, możemy określić iloczyn przestrzeni (przestrzeń produktową) jak wyżej.

## Macierze
Niech {\displaystyle K^{m\times n}} oznacza zbiór macierzy z elementami w {\displaystyle K.} Wówczas {\displaystyle K^{m\times n}} jest przestrzenią liniową nad {\displaystyle K.} Dodawanie wektorów jest po prostu dodawaniem macierzy, a mnożenie przez skalar jest zdefiniowane naturalnie (jako mnożenie każdego elementu przez ten sam skalar). Rolę wektora zerowego pełni macierz zerowa. Wymiar {\displaystyle K^{m\times n}} wynosi {\displaystyle mn.} Jednym z możliwych wyborów bazy są macierze z jednym elementem jednostkowym i pozostałych elementach równych zeru.

## Przestrzenie liniowe wielomianów

### Pojedyncza zmienna
Zbiór wielomianów o współczynnikach w {\displaystyle K} jest przestrzenią liniową nad {\displaystyle K} oznaczaną {\displaystyle K[x].} Dodawanie wektorów i mnożenie przez skalar są określone w oczywisty sposób. Jeżeli stopień wielomianów jest nieograniczony, to wymiar {\displaystyle K[x]} jest przeliczalnie nieskończony. Jeżeli ograniczy się stopień wielomianów do ściśle mniej niż {\displaystyle n} otrzymamy przestrzeń liniową o wymiarze {\displaystyle n.}
Jedną z możliwych baz dla {\displaystyle K[x]} jest złożona z wielomianów {\displaystyle 1,x,x^{2},x^{3},\dots {:}} współrzędnymi wielomianu w tej bazie są jego współczynniki, a przekształcenie przesyłające wielomian na ciąg jego współczynników jest izomorfizmem liniowym z {\displaystyle K[x]} w nieskończoną przestrzeń współrzędnych {\displaystyle K^{\infty }.}

### Wiele zmiennych
Zbiór wielomianów wielu zmiennych o współczynnikach w {\displaystyle K} jest przestrzenią liniową nad {\displaystyle K} oznaczaną {\displaystyle K[x_{1},x_{2},\dots ,x_{r}],} gdzie {\displaystyle r} oznacza liczbę współrzędnych.

## Przestrzenie liniowe ciągów
Jak wspomniano wyżej, przestrzeń liniową (nad danym ciałem) tworzą wszystkie ciągi, które od pewnego momentu są zerowe (stałe). Tę przestrzeń można ugoólniać na ciągi:
- sumowalne (suma ich wyrazów jest skończona), oznaczane przez {\displaystyle s}[potrzebny przypis]. Przykładem ciągu, który ma nieskończenie wiele wyrazów niezerowych, ale jest sumowalny, jest {\displaystyle a_{n}:={\frac {1}{n^{2}}}} – ciąg odwrotności kwadratów kolejnych liczb naturalnych. Innym znanym przykładem ciągu sumowalnego jest ciąg geometryczny {\displaystyle a_{n}:=a_{0}q^{n}} dla ilorazów mniejszych od jedności ({\displaystyle q<1}). Jego sumą jest szereg geometryczny.
- sumowalne z kwadratem ({\displaystyle \ell ^{2}}). Przykładem ciągu, który nie jest sumowalny, ale jest sumowalny z kwadratem, jest ciąg harmoniczny odwrotności kolejnych liczb naturalnych: {\displaystyle a_{n}:={\frac {1}{n}}.} Jego suma (szereg harmoniczny) jest nieskończona.
- sumowalne z modułem i dowolną potęgą (Przestrzeń Lp),
- zbieżne do zera, oznaczane przez {\displaystyle c_{0}}[potrzebny przypis],
- zbieżne, oznaczane przez {\displaystyle c}[potrzebny przypis],
- ograniczone, oznaczane przez {\displaystyle \ell ^{\infty }}[potrzebny przypis].

Oprócz tego w przestrzeni {\displaystyle s} ciągów sumowalnych można wyróżnić podprzestrzeń {\displaystyle s_{0}} ciągów z sumą równą zero. Przecina się ona z nieskończoną przestrzenią współrzędnych.

## Przestrzenie funkcyjne
Niech {\displaystyle X} będzie dowolnym zbiorem, a {\displaystyle V} dowolną przestrzenią liniową nad {\displaystyle K.} Przestrzeń wszystkich funkcji z {\displaystyle X} w {\displaystyle V} jest przestrzenią liniową nad {\displaystyle K} z działaniami dodawania funkcji i mnożenia funkcji przez skalar określonymi jak następująco – dla dowolnych funkcji {\displaystyle f,\,g} i dowolnego skalara {\displaystyle \alpha {:}}
{\displaystyle (f+g)(x)=f(x)+g(x),}
{\displaystyle (\alpha f)(x)=\alpha f(x),}
gdzie działania po prawej stronie są określone w {\displaystyle V.} Wektorem zerowym jest przez funkcja stała. Przestrzeń wszystkich funkcji z {\displaystyle X} w {\displaystyle V} jest zwykle oznaczana {\displaystyle V^{X}.}
Jeżeli zbiór {\displaystyle X} jest skończony, a {\displaystyle V} skończeniewymiarowa, to {\displaystyle V^{X}} ma wymiar {\displaystyle |X|^{\dim V},} w pozostałych przypadkach przestrzeń jest nieskończeniewymiarowa (nieprzeliczalnie, jeśli {\displaystyle X} jest nieskończony).
Wiele przestrzeni liniowych badanych w matematyce jest podprzestrzeniami pewnych przestrzeni funkcyjnych.
Przykładem rzeczywistej przestrzeni funkcyjnej są funkcje schodkowe.

### Uogólnione przestrzenie współrzędnych
Niech {\displaystyle X} będzie dowolnym zbiorem. Rozważmy zbiór wszystkich funkcji z {\displaystyle X} w {\displaystyle K,} które przyjmują wartość zero poza skończoną liczbą argumentów. Przestrzeń ta jest podprzestrzenią liniową {\displaystyle K^{X}.}
Przestrzeń opisana wyżej jest zwykle oznaczana {\displaystyle (K^{X})_{0}} i nazywana jest uogólnioną przestrzenią współrzędnych z następującego powodu. Jeżeli {\displaystyle X} jest zbiorem liczb od {\displaystyle 1} do {\displaystyle n,} to łatwo widać, że przestrzeń ta jest równoważna przestrzeni współrzędnych {\displaystyle K^{n}.} Podobnie jeżeli {\displaystyle X} jest zbiorem liczb naturalnych {\displaystyle \mathbb {N} ,} to przestrzeń ta jest po prostu {\displaystyle K^{\infty }.}
Baza kanoniczna dla {\displaystyle (K^{X})_{0}} jest zbiorem funkcji {\displaystyle \{\delta _{x}|x\in X\}} określonych wzorem
{\displaystyle \delta _{x}(y)={\begin{cases}1,&x=y\\0,&x\neq y\end{cases}}.}
Wymiar {\displaystyle (K^{X})_{0}} jest więc równy mocy zbioru {\displaystyle X.} W ten sposób możemy skonstruować przestrzeń liniową dowolnego wymiaru nad dowolnym ciałem. Co więcej, każda przestrzeń liniowa jest izomorficzna z jedną tej postaci. Każdy wybór bazy określa izomorfizm przez przesłanie bazy na bazę kanoniczną {\displaystyle (K^{X})_{0}.}
Uogólniona przestrzeń współrzędnych może być także rozumiana jako suma prosta {\displaystyle |X|} egzemplarzy {\displaystyle K} (czyli jednej dla każdego punktu z {\displaystyle X}):
{\displaystyle (K^{X})_{0}=\bigoplus _{x\in X}~K.}
Warunek skończoności jest zawarty w definicji sumy prostej. Warto porównać to z iloczynem prostym {\displaystyle |X|} egzemplarzy {\displaystyle K,} który dałby pełną przestrzeń funkcyjną {\displaystyle K^{X}.}

### Przekształcenia liniowe
Ważnym przykładem powstającym w kontekście samej algebry liniowej jest przestrzeń liniowa przekształceń liniowych. Niech {\displaystyle \operatorname {L} (V,W)} oznacza zbiór wszystkich przekształceń liniowych z {\displaystyle V} do {\displaystyle W} (obie z nich są przestrzeniami liniowymi nad {\displaystyle K}). Wówczas Niech {\displaystyle \operatorname {L} (V,W)} jest podprzestrzenią {\displaystyle W^{V},} ponieważ jest ona zamknięta na dodawanie i mnożenie przez skalar.
Zauważmy, że {\displaystyle \operatorname {L} (K^{n},K^{m})} może być identyfikowane z przestrzenią macierzy {\displaystyle K^{m\times n}} w naturalny sposób. Rzeczywiście, wybrawszy odpowiednie bazy w skończeniewymiarowych przestrzeniach {\displaystyle V} oraz {\displaystyle W} przestrzeń {\displaystyle \operatorname {L} (V,W)} może być także identyfikowana z {\displaystyle K^{m\times n}.} Ta identyfikacja zwykle zależy od wyboru bazy.

### Funkcje ciągłe
Jeżeli {\displaystyle X} jest pewną przestrzenią topologiczną, taką jak przedział jednostkowy {\displaystyle [0,1],} możemy rozważać przestrzeń wszystkich funkcji ciągłych z {\displaystyle X} w {\displaystyle \mathbb {R} .} Jest to podprzestrzeń liniowa {\displaystyle \mathbb {R} ^{X},} ponieważ suma dowolnych dwóch funkcji ciągłych jest ciągła, a również mnożenie przez skalar jest ciągłe.
Podprzestrzeniami tej przestrzeni są funkcje ciągłe o szczególnych właściwościach analitycznych: funkcje różniczkowalna, gładkie i analityczne.

### Równania różniczkowe
Podzbiór przestrzeni wszystkich funkcji z {\displaystyle \mathbb {R} \to \mathbb {R} } składających się z (wystarczająco wiele razy różniczkowalnych) funkcji, które spełniają pewne równanie różniczkowe jest podprzestrzenią {\displaystyle \mathbb {R} ^{\mathbb {R} },} o ile równanie jest liniowe. Jest to spowodowane faktem, iż różniczkowanie jest działaniem liniowym, czyli {\displaystyle (af+bg)^{'}=af^{'}+bg^{'},} gdzie apostrof oznacza operator różniczkowania.

## Rozszerzenia ciała
Przypuśćmy, że {\displaystyle L} jest podciałem {\displaystyle K} (por. rozszerzenie ciała). Wówczas {\displaystyle K} może być uważane za przestrzeń liniową nad {\displaystyle L} przy ograniczeniu mnożenia skalarów do elementów z {\displaystyle L} (dodawanie wektorów jest zdefiniowane normalnie). Wymiar tej przestrzeni liniowej jest nazywany stopniem rozszerzenia. Na przykład liczby zespolone {\displaystyle \mathbb {C} } tworzą dwuwymiarową przestrzeń liniową nad liczbami rzeczywistymi {\displaystyle \mathbb {R} .} Podobnie liczby rzeczywiste {\displaystyle \mathbb {R} } tworzą (nieprzeliczalnie) nieskończeniewymiarową przestrzeń liniową nad liczbami wymiernymi {\displaystyle \mathbb {Q} .}
Jeżeli {\displaystyle V} jest przestrzenią liniową nad {\displaystyle K,} to może być uważana również za przestrzeń liniową nad {\displaystyle L.} Wymiary są związane wzorem
{\displaystyle \dim _{L}V=\dim _{K}V\cdot \dim _{L}K.}
Na przykład {\displaystyle \mathbb {C} ^{n},} uważana za przestrzeń liniową nad liczbami rzeczywistymi ma wymiar {\displaystyle 2n.}

## Skończeniewymiarowe przestrzenie liniowe
Abstrahując od trywialnego przypadku zerowymiarowej przestrzeni nad dowolnym ciałem, przestrzeń liniowa ma skończenie wiele elementów wtedy i tylko wtedy, gdy {\displaystyle K} jest ciałem skończonym i przestrzeń liniowa jest skończeniewymiarowa. Stąd mamy {\displaystyle K_{q},} jednoznaczne, skończone ciało o {\displaystyle q} elementach. {\displaystyle q} musi być tutaj potęgą liczby pierwszej ({\displaystyle q=p^{m},\quad p} – pierwsza). Wtedy dowolna {\displaystyle n}-wymiarowa przestrzeń liniowa nad {\displaystyle K_{q}} będzie mieć {\displaystyle q^{n}} elementów. Liczba elementów {\displaystyle V} również jest potęgą liczby pierwszej. Głównym przykładem takiej przestrzeni jest przestrzeń współrzędnych {\displaystyle (K_{q})^{n}.}